# Lasia ocelliger
Lasia ocelliger är en tvåvingeart som först beskrevs av Christian Rudolph Wilhelm Wiedemann 1830.  Lasia ocelliger ingår i släktet Lasia och familjen kulflugor. Inga underarter finns listade i Catalogue of Life.